# IPod Shuffle
iPod Shuffle (cách điệu thành iPod shuffle) là một thiết bị nghe nhạc số do Apple Inc. thiết kế và đưa ra thị trường. Sản phẩm này là nhỏ nhất trong chuỗi sản phẩm iPod của Apple, và là iPod đầu tiên dùng bộ nhớ flash. Phiên bản đầu tiên được công bố tại Macworld Conference & Expo vào ngày 11 tháng 1 năm 2005; phiên bản thế hệ thứ tư đã được giới thiệu vào ngày 1 tháng 9 năm 2010. IPod Shuffle đã bị Apple ngưng sản xuất vào ngày 27 tháng 7 năm 2017.